# Wilhelm von Bismarck

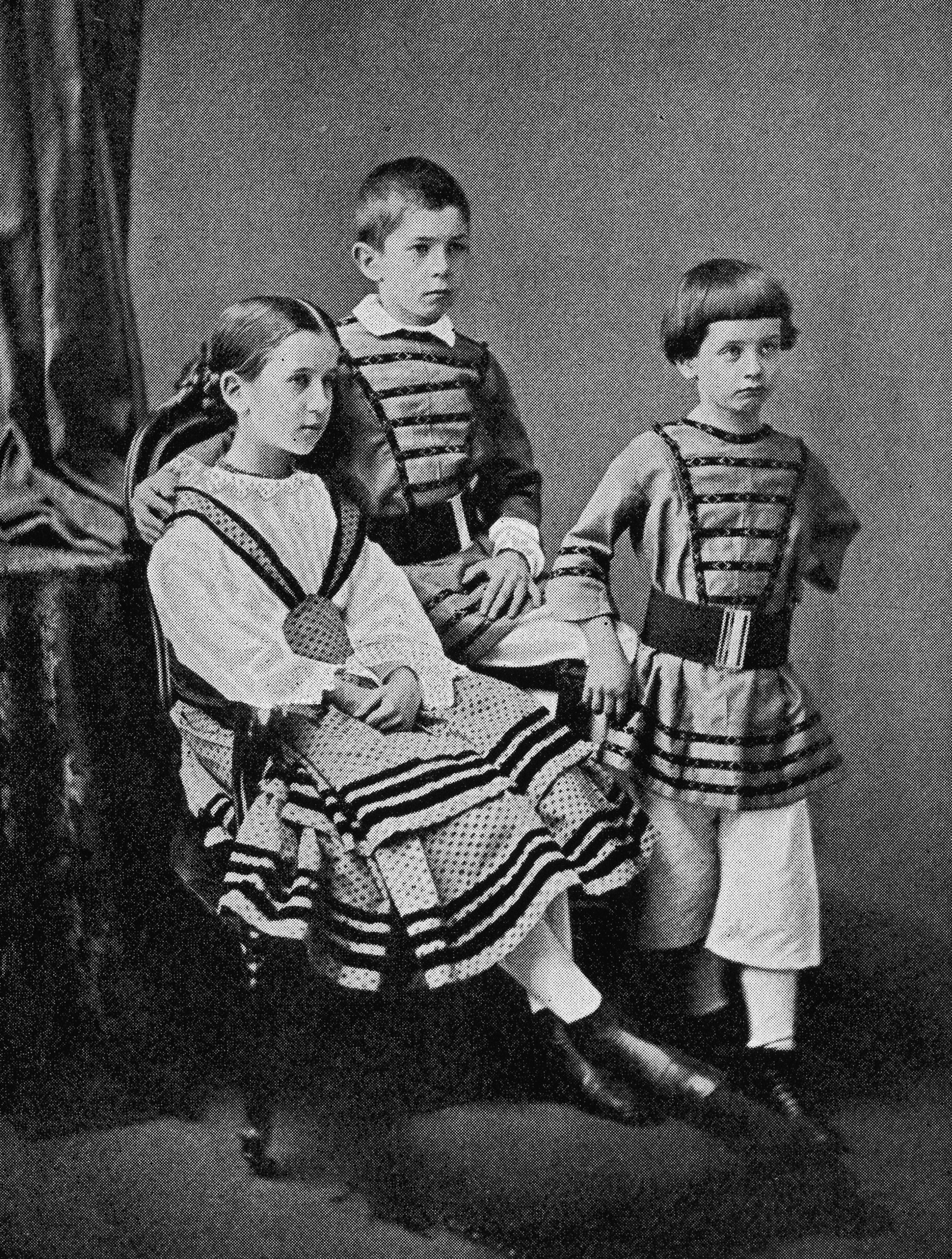
Dzieci Bismarcka; od lewej Maria, Herbert, Wilhelm (1855)

Graf Wilhelm (Bill) von Bismarck-Schönhausen (ur. 1 sierpnia 1852 we Frankfurcie, zm. 30 marca 1901 w Warcinie) – niemiecki polityk.
Był najmłodszym synem Ottona von Bismarcka (żelaznego kanclerza) i jego żony Johanny.
Z wykształcenia prawnik. Uczestnik wojny francusko-pruskiej, w czasie której był oficerem ordynansowym feldmarszałka Manteuffela. Konserwatywny poseł Reichstagu w latach 1882–1885, a w latach 1882–1885 poseł Sejmu Pruskiego. 1889–1895 prezydent rejencji Hanower, a od 1895 do śmierci nadprezydent Prus Wschodnich.
Na jego cześć nazwano szczyt w Papui-Nowej Gwinei.